# Liegi-Bastogne-Liegi 1958
La Liegi-Bastogne-Liegi 1958, quarantaquattresima edizione della corsa, fu disputata il 27 aprile 1958 per un percorso di 246 km. Fu vinta dal belga Alfred De Bruyne, giunto al traguardo in 6h56'00" alla media di 34,480 km/h, precedendo i connazionali Jan Zagers e Joseph Theuns. 
I corridori che portarono a termine la gara al traguardo di Liegi furono in totale 34.

## Ordine d'arrivo (Top 10)
| Pos. | Corridore             | Squadra           | Tempo    |
| ---- | --------------------- | ----------------- | -------- |
| 1    | Alfred De Bruyne      | Carpano           | 6h56'00" |
| 2    | Jan Zagers            | Libertas-Dr. Mann | s.t.     |
| 3    | Joseph Theuns         | Groene Leeuw      | s.t.     |
| 4    | Alfons Van Den Brande | Libertas-Dr. Mann | s.t.     |
| 5    | Raymond Impanis       | Elvé-Peugeot      | a 40"    |
| 6    | René Van Meenen       | Safe-Weinmann     | s.t.     |
| 7    | Marcel Ernzer         | Faema-Guerra      | s.t.     |
| 8    | Claude Colette        | Peugeot-BP        | a 42"    |
| 9    | André Vlayen          | Ghigi-Coppi       | s.t.     |
| 10   | Rik Van Looy          | Faema-Guerra      | a 1'10"  |